# Konstantin Prieobrażeński
Konstantin Gieorgijewicz Prieobrażeński (ros. Константи́н Гео́ргиевич Преображе́нский; ur. 1953 w Moskwie) — były funkcjonariusz KGB, znawca wywiadu, autor kilku książek i licznych artykułów o organizacjach rosyjskiej policji politycznej.
Znany ze swych publikacji na temat operacji KGB w Japonii, werbowania rosyjskich emigrantów przez Służbę Wywiadu Zagranicznego Rosji oraz infiltracji Rosyjskiego Kościoła Prawosławnego przez KGB/FSB.

## Kariera w KGB
W 1976 r. ukończył studia w Instytucie Krajów Azji i Afryki na Uniwersytecie Moskiewskim, a następnie rozpoczął pracę w I. Zarządzie Głównym KGB jako doradca Leonida Zajcewa, kierownika wywiadu naukowo–technicznego (Pion X→Zarząd T), w sprawach Chin, Japonii i Korei.
W latach 1980–85 Prieobrażeński pracował pod przykrywką jako korespondent agencji TASS na placówce KGB w Tokio. Werbował chińskich uczonych dla sowieckiego wywiadu naukowo–technicznego. W lipcu 1985 r. został aresztowany przez japońskiego policjanta podczas spotkania z chińskim agentem, po czym deportowano go z powrotem do Moskwy. Wydarzenia te opisał w książce „KGB w Japonii. Szpieg, który kochał Tokio” wydanej w roku 2000.

## Pisarz i dziennikarz
W 1991 r. Prieobrażeński opuścił KGB i rozpoczął pisanie książek i artykułów odnośnie do rosyjskich służb bezpieczeństwa oraz na różne tematy polityczne. W latach 1993–2002 pracował jako felietonista gazety „The Moscow Times”.
W 2003 r. odleciał do Stanów Zjednoczonych po kilkukrotnym nękaniu go przez rosyjskie służby bezpieczeństwa.
W marcu 2006 r. przyznano mu azyl polityczny.
Jest stałym komentatorem Głosu Ameryki, wykładał na Columbia University, Georgetown University oraz Johns Hopkins University. Został zaproszony w roli mówcy na coroczną konferencję The Intelligence Summit.
Jego ostatnia książka nosi tytuł „Nowy koń trojański KGB/FSB: Amerykanie rosyjskiego pochodzenia”.

### Oświadczenia
Często spotykał się z byłym funkcjonariuszem FSB, Aleksandrem Litwinienką. Tak skomentował jego zabójstwo:
Powiem bez wahania, że zamordował go Władimir Putin, który uważał go za swego osobistego wroga. Putin jest wrażliwy na krytykę, ma kompleks niższości, a Litwinienko dużo o nim wiedział. Wiedział o wadach Putina, o jego powiązaniach z pewnymi siłami politycznymi, które do dziś nie zostały ujawnione, ponieważ Litwinienko znał Putina osobiście. To Putin zwolnił Litwinienkę z FSB.
Według Prieobrażeńskiego, Putin początkowo pracował w V Zarządzie Głównym KGB, odpowiadającym za tłumienie dysydentów wewnątrz kraju.

### Artykuły i wywiady

#### W języku angielskim
- Rozmowa z Prieobrażeńskim. washprofile.org. [zarchiwizowane z tego adresu (2007-06-13)].
- Czy Putin wierzy w Boga?. chechenpress.co.uk. [zarchiwizowane z tego adresu (2011-07-19)].
- Szpiegowski kościół pana Putina
- Rosja i islam idą w parze: Dlaczego Rosja wspiera Al–Kaidę
- Północnokoreańskie lobby w Rosji
- Szpiegostwo rosyjskie w Chinach
- Odrodzone KGB. cdi.org. [zarchiwizowane z tego adresu (2001-05-05)].
- Superszpieg Kowaliow wie o potrzebie spowiedzi Rosjan. home.swipnet.se. [zarchiwizowane z tego adresu (2010-08-24)].
- Przez Rosję z Kim Dzong Ilem

#### W języku rosyjskim
- Rozmowa z Prieobrażeńskim o jego nowej książce
- Rosyjski Kościół Prawosławny a KGB
- Otrucia kapłanów Rosyjskiego Kościoła Prawosławnego poza granicami Rosji (część 1)(część 2)
- Otrucia w Rosyjskim Kościele Prawosławnym poza granicami Rosji (więcej szczegółów)
- Dyskusja o artykułach Prieobrażeńskiego nt. Rosyjskiego Kościoła Prawosławnego

### Książki i opracowania
- Karate zaczyna się ukłonem — Каратэ начинается с поклонов (1975)
- Bardzo nowa stara pagoda — Очень новая старая пагода (1975)
- Bambusowy miecz — Бамбуковый меч (1982)
- Sportowe kimono — Спортивное кимоно (1985)
- Jak zostać Japończykiem — Как стать японцем (1989)
- Nieznana Japonia — Неизвестная Япония (1993)
- KGB w Japonii. Szpieg, który kochał Tokio — КГБ в Японии. Шпион, который любил Токио

Центрполиграф, 2000. ISBN 978-5-227006-23-3
- KGB wśród rosyjskiej emigracji — КГБ в русской эмиграции (2006)
- KGB przyjeżdża z nami — КГБ приезжает с нами (2009)
- Nowy koń trojański KGB/FSB: Amerykanie rosyjskiego pochodzenia — KGB/FSB’s New Trojan Horse: Americans of Russian Descent

Gerard Group Publishing, 2009. ISBN 978-0-615249-08-7